# Наґаторо (Сайтама)

36°6′36″ пн. ш. 139°6′36″ сх. д. / 36.11000° пн. ш. 139.11000° сх. д.
Наґато́ро (яп. 長瀞町, ながとろまち, МФА: [nagatoɾo mat͡ɕi̥]) — містечко в Японії, в повіті Тітібу префектури Сайтама. Станом на 1 жовтня 2008 площа містечка становила 30,40 км². Станом на 1 січня 2009 населення містечка становило 8020 осіб.